# Sand-Wegerich
Der Sand-Wegerich (Plantago arenaria, Syn.: Psyllium arenarium (Waldst. & Kit.) Mirb.) ist eine Pflanzenart aus der Gattung der Wegeriche (Plantago) in der Familie der Wegerichgewächse (Plantaginaceae).

## Beschreibung
Der Sand-Wegerich ist ein bis 50 cm hoher Therophyt. Die Pflanze ist abstehend bis aufrecht verzweigt, buschig wachsend. Der Stängel ist locker borstig bzw. zerstreut drüsig behaart. Die Blätter sind lineal-lanzettlich, gegenständig, flach, dünn, 3-nervig, 6–8 cm lang, 3–4 mm breit, am Grund scheidenartig, ganzrandig bis stumpf gezähnelt. Eine grundständige Blattrosette fehlt. 
Die Blüten stehen in viel- und dichtblütigen eiförmigen, lang gestielten Ähren in den Achseln der oberen Blätter. Die Blütenkrone ist 4 mm lang, kahl, querrunzelig, die Kronröhre bräunlich weiß. Der Kelch ist steifhaarig. Die Fruchtkapsel enthält 2 dunkelbraune, glänzende Samen, deren Nabelseite am Rand verdickt ist.
Blütezeit ist von Juni bis September.
Die Chromosomenzahl beträgt 2n = 12.

## Ökologie
Die Pflanze ist windblütig. Die verschleimenden Samen verbreiten sich als Klebhafter.

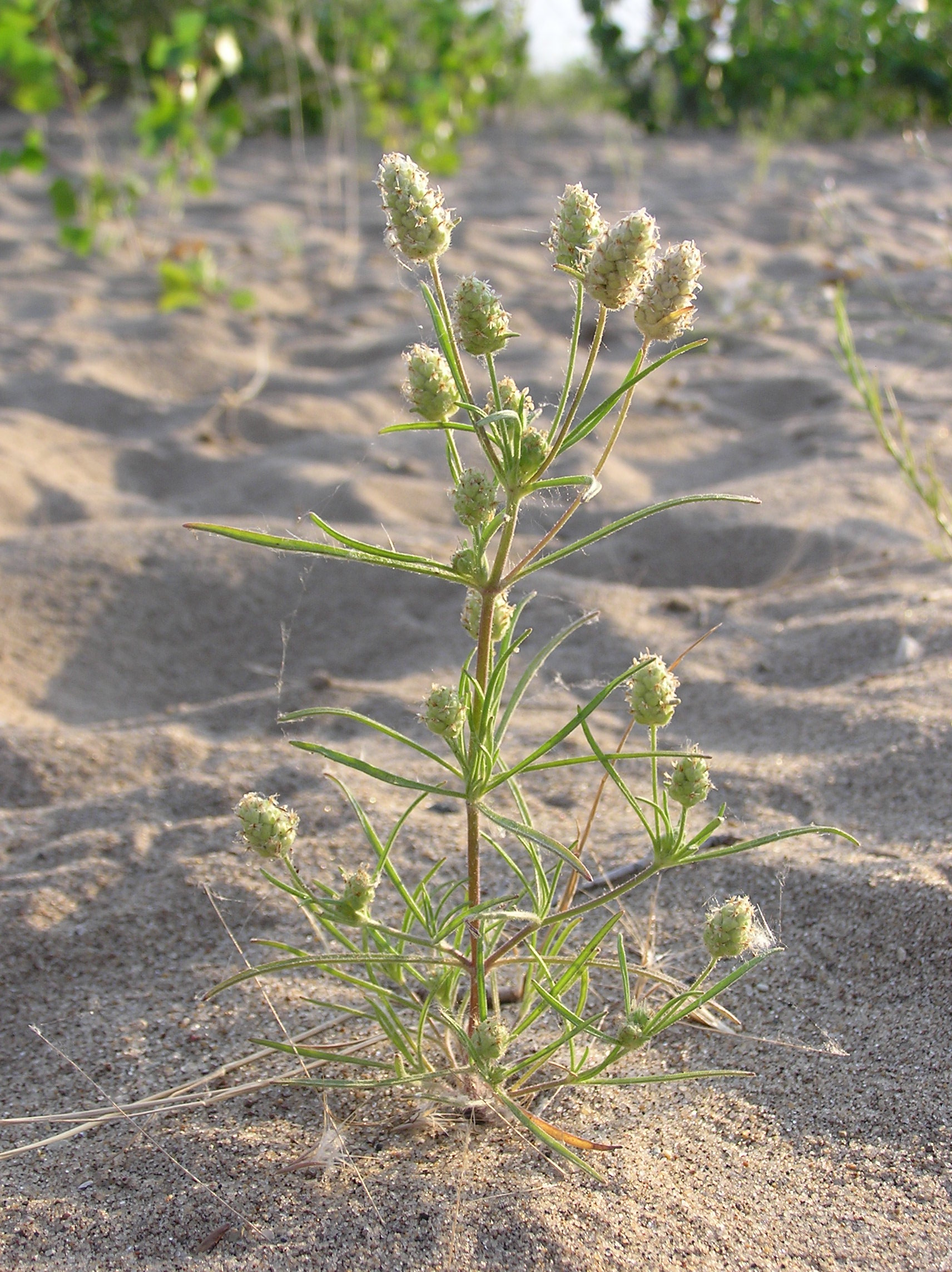
Sand-Wegerich (Plantago arenaria)

## Verbreitung und Standorte
Der Sand-Wegerich ist vor allem im südlichen und östlichen Teil Europas verbreitet und erreicht in Mitteleuropa die Westgrenze seiner Verbreitung. Außerdem kommt er in Nord- und Ostafrika, in Kleinasien und im westlichen Sibirien vor. In Deutschland findet man ihn vor allem im östlichen Teil, an der unteren Elbe und (in den Sandgebieten) am Ober- und Niederrhein.
Er wächst in lockeren Beständen auf sonnigen bis lichtreichen, mäßig trockenen, meist kalkhaltigen, basischen, höchstens mäßig nährstoffreichen, lockeren Sandböden, auch im Gleisschotter. Oft ist er auch als Neophyt auf Ruderalstandorten verschleppt. Er ist kennzeichnend für das Plantaginetum arenariae aus dem Salsolion-Verband.

## Systematik
Man kann folgende Unterarten unterscheiden:
- Plantago arenaria subsp. orientalis (Soó) Greuter & Burdet: Sie kommt in der Ukraine vor.[2]
- Plantago arenaria Waldst. & Kit. subsp. arenaria